# پیتر آبیمبولا
پیتر آبیمبولا (انگلیسی: Peter Abimbola؛ زادهٔ ۲۲ فوریهٔ ۲۰۰۴) بازیکن فوتبال اهل انگلستان است. او در پست هافبک برای برومزگرو اسپورتینگ به صورت قرضی از نورث‌همپتون تاون بازی می‌کند.